# Pseudophilautus singu
Pseudophilautus singu es una especie de anfibio anuro de la familia Rhacophoridae.

## Distribución geográfica
Esta especie es endémica de Sri Lanka. Habita entre los 60 y 513 m sobre el nivel del mar.

## Descripción
Pseudophilautus singu mide de 16 a 17 mm para los machos. Su parte posterior es de color marrón y tiene una marca oscura en forma de W en su parte central. Sus flancos son de color marrón en la parte superior y de color amarillo, marrón pigmentado, en la parte inferior.

## Etimología
El nombre de la especie, proviene del idioma cingalés singu, que significa "cuerno", y le fue dado en referencia a los crecimientos en forma de cuerno presentes en sus párpados.

## Publicación original
- Meegaskumbura, Manamendra-Arachchi & Pethiyagoda, 2009 : Two new species of shrub frogs (Rhacophoridae: Philautus) from the lowlands of Sri Lanka. Zootaxa, n.º 2122, p. 51-68[4]